# 장도수도
장도수도는 전라남도 신안군 흑산면 대장도와 흑산도 사이에 있는 수도이다.

## 해양지명
- 제정 해양지명 : 장도수도[1]
- 대표위치(WGS-84) : 34°40´42.3"N, 125°23´30.8"E
- 범위 : 전남 신안군 흑산면 대장도와 흑산도 사이 길이 약 5 km, 폭 약 1-2km의 수도